# Talbrücke Judental
Die Talbrücke Judental ist eine 456 Meter lange Brücke der Autobahn 71 in Deutschland.
Das Bauwerk liegt bei Kilometer 145 zwischen den Anschlussstellen Meiningen-Nord und Meiningen-Süd und überquert bei Rohr das Judental, ein Seitental des Haseltals. Dabei werden in einer Höhe von maximal 45 m mit zehn Feldern zwei Wirtschaftswege und ein Graben überspannt. Die Brücke hat im Grundrissradius unter anderem eine Wendeklothoide mit den Parametern A=500 und A=700 sowie einen anschließenden Kreisradius von 2000 m. Das Längsgefälle beträgt konstant 4,3 % Richtung Süden. Gebaut wurde die Überführung mit zwei getrennten Überbauten zwischen den Jahren 2000 und 2002 bei Kosten von ungefähr 9 Millionen Euro.

## Gründung und Unterbauten
Bis auf das flach gegründete Widerlager Nord sind die Pfeiler und das Widerlager Süd auf Großbohrpfählen mit einem Durchmesser von 1,2 m und Längen zwischen 17 m und 27 m gegründet. Die rechteckigen Doppelpfeiler haben einen Vollquerschnitt und sind zwischen 25 m und 40 m hoch. Zur Aufnahme der Lager sind die Pfeilerköpfe durch Riegel miteinander verbunden.

## Überbauten

Hohlkastenquerschnitt einer Spannbetonbrücke in Mischbauweise

Die beiden nebeneinanderliegenden Überbauten der Spannbetonbrücke sind Durchlaufträger mit einem Hohlkastenquerschnitt und konstanter Konstruktionshöhen von 3,3 m. Die Vorspannung besteht aus einer Mischbauweise mit internen und externen Spanngliedern.
Die Stützweiten betragen für die 10-feldrige Brücke 40 m + 46 m + 3 × 50 m + 4 × 45 m + 40 m.

## Ausführung
Sieben Felder der Brücke wurden im Taktschiebeverfahren hergestellt, wobei der Taktkeller am Widerlager Nord stand. Die restlichen drei Felder mit einer Länge von 120 m wurden aufgrund der im Brückengrundriss zu bauenden Gegenklothoide auf einem Lehrgerüst hergestellt.